# Большие фонтаны (Петергоф)

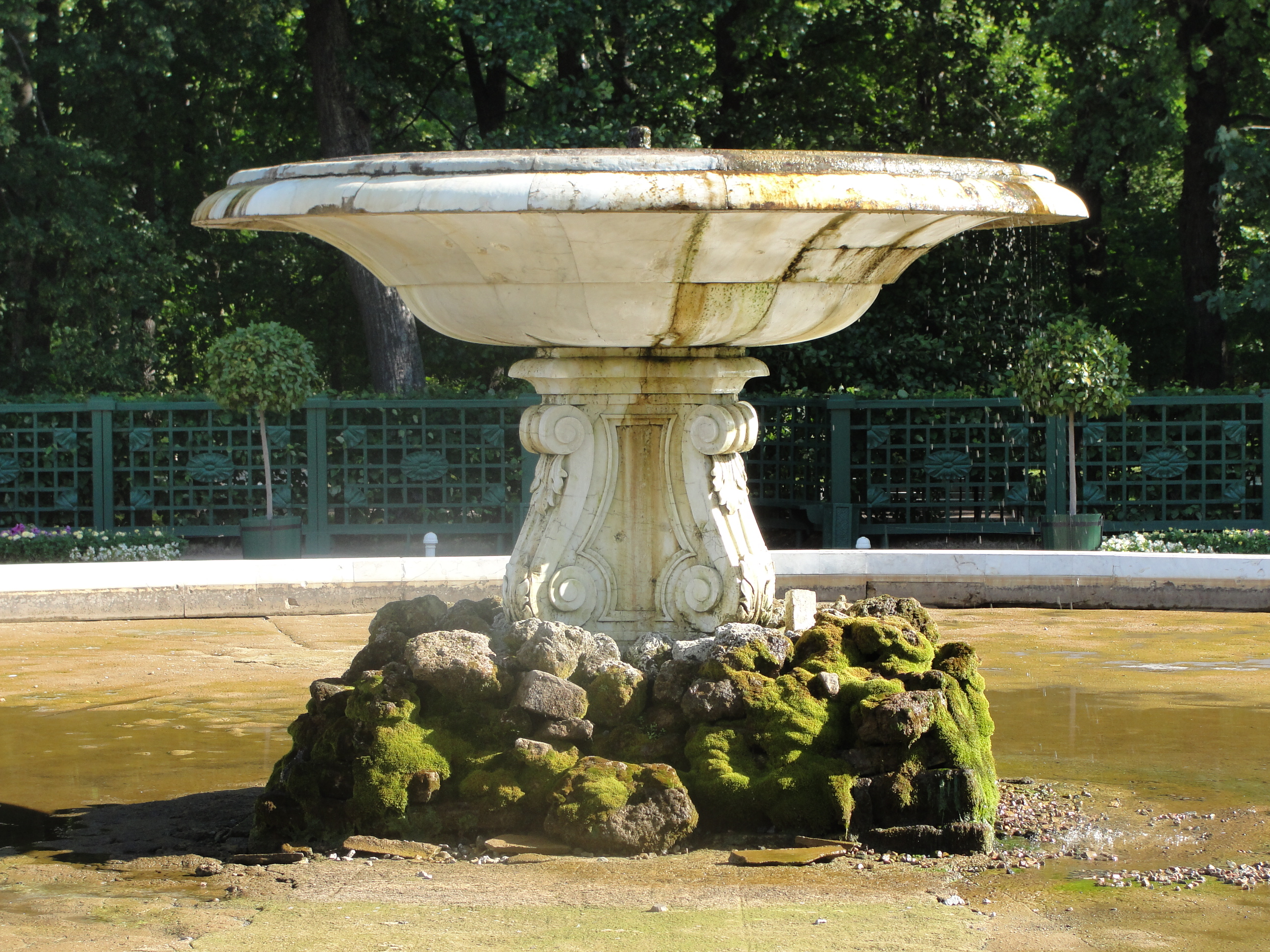
Чаша Французского фонтана

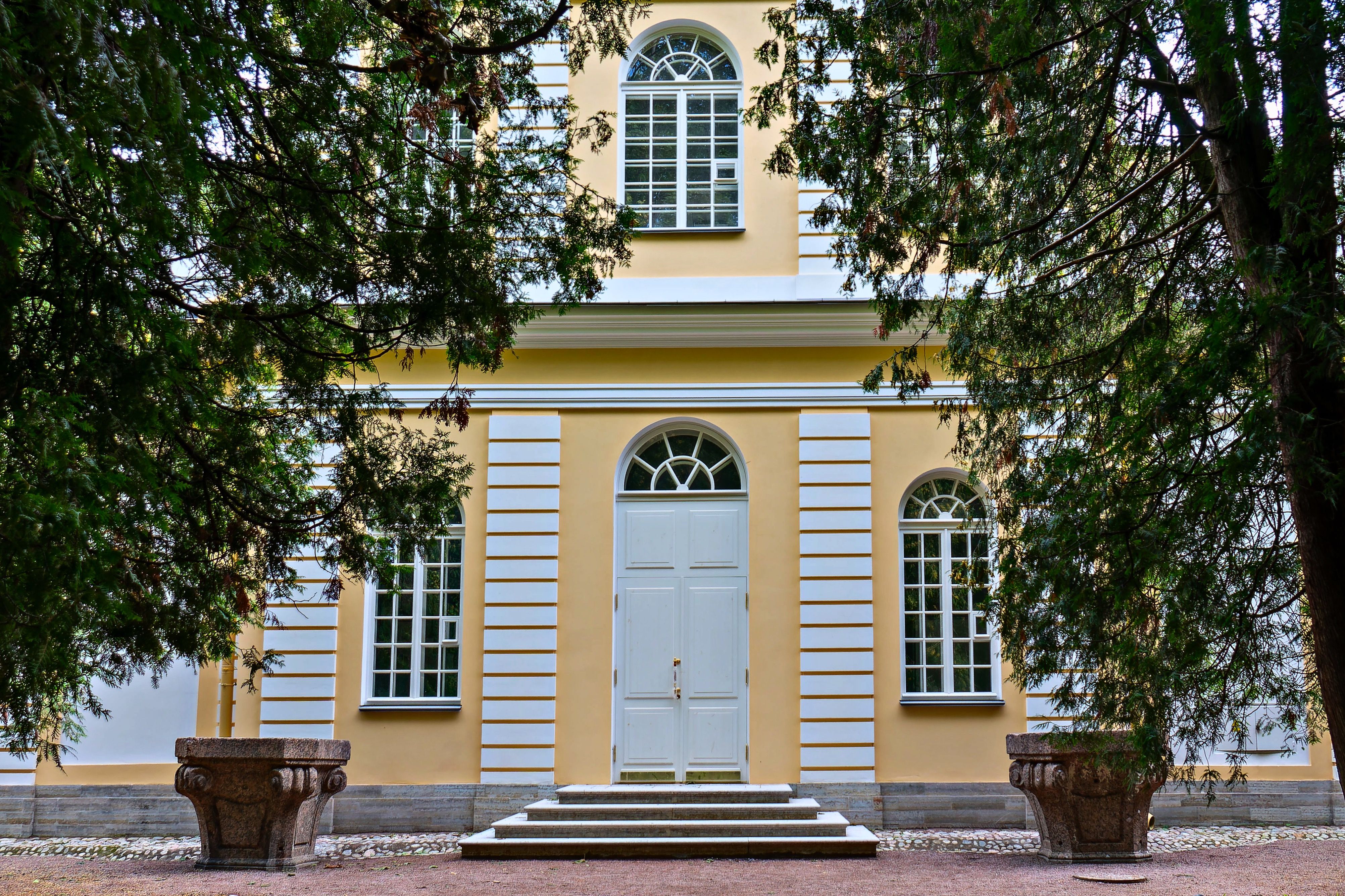
Бывшие пьедесталы фонтанов рядом с Большой оранжереей

Большие фонтаны (Итальянский фонтан и Французский фонтан, фонтаны «Чаши») — памятники архитектуры, два однотипных фонтана в Партерных цветниках Нижнего парка Петергофа по сторонам от ковша Большого каскада.
Первый эскиз фонтанов был сделан Николо Микетти в проекте расширения Большого дворца. Сооружать их стали в 1720 году по распоряжению Петра I, строительство было завершено в 1722 году. Названия фонтанам даны по национальностям работавших над их гидротехническими системами мастеров: один из них сделан итальянцами Джованни и Джулиано Барраттини, другой — французом П. Суалемом. Название «Большие фонтаны» было дано за силу струй.
При пуске выяснилось, что размер бассейнов недостаточен, вода переливалась через край; при переделке бассейны увеличили, для спуска воды проложили два закрытых канала.
Бассейны были выстланы чёрными и белыми мраморными плитками, борта были сделаны из путиловского известняка, чаши фонтанов были деревянными, на дубовых пьедесталах, они были покрыты свинцом и раскрашены под мрамор. Чаши приходилось регулярно обновлять, например, их заменяли после 1738 года под присмотром И. Давыдова. В 1740—1750 годах путиловский известняк заменили на пудостский, а деревянные пьедесталы заменили на гранитные. В последней четверти XVIII века мраморный настил заменили на лещадные плиты.
В 1854 году чаши и пьедесталы были заменены по проекту А. И. Штакеншнейдера, Петергофская гранильная фабрика выполнила новые чаши из каррарского мрамора. Каждая чаша состоит из 40 плотно подогнанных частей, подставки украшены волютами, пьедесталы украшены обломками туфа. В 1880-х годах лещадные плиты настила заменили на асфальт.
Изготовленные для фонтанов гранитные пьедесталы для чаш (перевёрнутая капитель с волютами по углам), сделанные в Санкт-Петербурге в середине XVIII века, попали 17 марта 1854 года в условия торгов на «разборку гранитных пьедесталов в двух фонтанных бассейнах в Нижнем саду по сторонам Самсоновского бассейна и уборку их к каменной оранжерее». Николай I, согласно пожеланию Александры Иосифовны, передал пьедесталы А. И. Угрюмову для перевозки в Стрельну; был ли реализован план по перевозке — неизвестно, но с 1920—1930 годов пьедесталы стояли у Большой Оранжереи, на них стояли мраморные сфинксы, в 2002 году перенесённые на Никольские ворота.
Во время оккупации территории в Великую Отечественную войну бассейн и чаши были повреждены, трубопровод разбит. Реставрацию поребриков и чаш произвёл Н. М. Михайлов, фонтаны снова начали действовать с 25 августа 1946 года.